# Oscar Stackelberg
Berndt Oscar Stackelberg, född 12 december 1824 i Helsingborg, död 4 september 1888 i närheten av Södertälje, var en svensk friherre, sjöofficer, riksdagsman och författare. Han var son till landshövdingen  Magnus Stackelberg.

## Biografi
Efter att ha genomgått krigsskolan utnämndes Stackelberg 1845 till sekundlöjtnant i flottan, där han 1853 blev premiärlöjtnant. Han hade då under ett par år haft anställning på handelsfartyg. Åren 1854–1856 tjänstgjorde han som adjutant i sjöförsvarsdepartementets kommandoexpedition och blev 1858 kaptenlöjtnant samt 1866 överstelöjtnant vid skärgårdsartilleriet. Därefter 1869 chef för nämnda kommandoexpedition, en befattning han lämnade 1874, för att i stället 1875 bli militärledamot i förvaltningen av sjöärendena. Han blev 1877 kommendörkapten, 1878 kommendör, 1882 tillträdde han positionen som chef för marinförvaltningens militära avdelning och blev även ledamot av krigshovrätten samt 1883 chef för marinförvaltningen och 1886 konteramiral. År 1887 tog han till slut avsked från sin militära befattning. Han var kommendör av Svärdsorden.
Han blev 1878 riksdagsman i Andra kammaren och representerade där Stockholms stad fram till 1887, då såväl hans som de övriga Stockholmsrepresentanternas inval förklarades ogiltigt på grund av ett formfel. Inom riksdagen blev Stackelberg känd för sitt intresse för humanitetsfrågor, särskilt frågan om förbättring av kvinnans rättsliga ställning. För sistnämnda sak arbetade han för även som ledamot (och från 1886 som ordförande) i styrelsen för Föreningen för gift qvinnas eganderätt.
Stackelberg blev 1867 ledamot i krigsundervisningskommissionen, 1871 ledamot i kommittén för organisering av sjöförsvarets militärpersonal, 1873 ordförande i kommittéerna för uppgörande av förslag till sjötjänstgöringsreglemente och för granskning av nytt härordningsförslag, 1874 ledamot i kommittén för ordnande av sjöförsvaret på grundvalen av utsträckt allmän värnplikt, 1874 ledamot i kommittén för granskning av förslag till ny värnpliktslag, 1879 ledamot i kommittén för uppgörande av förslag till fartygstyper  och 1880 ordförande i kommittén för sjöförsvarets ordnande.
Stackelberg dog av långvarig sjukdom 1888 och med honom utgick den friherrliga ätten Stackelberg på svärdssidan.